# 拒絕聯考的小子
《拒絕聯考的小子》是台灣作家吳祥輝所寫的第一本自傳體小說，1975年由遠流出版社出版，小說中描述身為建國中學學生的吳祥輝，因為質疑聯考制度而拒絕參加聯考，在高中畢業後直接當兵。由於建國中學是當時高中排名第一名的學校，此校學生在聯考的錄取率是最高的，此舉在當時引發許多議題，他也因此成名。
此小說暢銷五十萬本，被作家三毛稱其為「台灣的麥田捕手」。
此書後來也在1979年由古亞榮及吴念真改編成同名電影《拒絕聯考的小子》，徐進良擔任導演，王復室（飾演吳祥輝）、彭雪芬、張佩華等人主演，獲選為1980年华语电影十大佳片之一。